# یوزانس
یوزانس در اعتبار اسنادی یوزانس خریدار کالا یا خدمات؛ مبلغ پرداختی را به صورت نسیه به فروشنده کالا پرداخت می‌نماید. هنگامی که فروشنده کالا (ذینفع اعتبار اسنادی) نسبت به حمل کالا اقدام و اسناد را بدون مغایرت به بانک ذیربط ارائه می‌نماید، از تاریخ ارائه سند و پس از خاتمه یوزانس مبلغ کالای خودرا از بانک مربوطه اخذ خواهد نمود.
در اعتبار اسنادی یوزانس اصل مبلغ کالا را فروشنده توافق نمایند، در موعد خاصی بعد از تحویل کالا دریافت نماید، فروشنده مبلغی به عنوان بهره، که مورد تأیید خریدار می‌باشد، به قیمت کالای خود اضافه می‌نماید و اصل و فرع مبلغ کالای فروخته شده را هنگام سررسید مطالبه می‌نماید.